# 哈海赤
哈海赤（？—1358年），元朝末年官员。
哈海赤为江西总管。至正十八年（1358年），江西下流诸州都为陈友谅所占据，于是他和江西行省参政全普庵撒里戮力同守。哈海赤守赣有功，力战四个月，兵少粮尽，义兵万户马合某沙想要举城归降陈友谅，全普庵撒里自刎而死。城陷之日，陈友谅威胁他归降，哈海赤对他说：“与你交战的是我，你们不要杀赣州百姓，当速速杀我。”于是被杀。